# Udzsi
Udzsi (japánul 宇治市 udzsisi) egy japán város Kiotó prefektúra déli részén.
1951. március 1-jén alapították/községesítették. A két ősi japán főváros Nara, és Kiotó között helyezkedik el.
A város az Udzsi-folyó partján fekszik, mely a Biva-tóból (Biwa-ko) ered.
A két korábbi főváros közelségéből adódóan Udzsi hamar kulturális központtá vált. A Heian-kor (Heian jidai) idején épültek a város legmeghatározóbb épületei. Turisták által kedvelt szentélyek, templomok, természeti szépségek és fesztiválok otthona.
Az Udzsi-tea termesztése is ezen a területen folyik, mely Japán egyik legrégebbi, és legmeghatározóbb minőségi zöld teája. A város története szorosan összefügg a japán tea történetével.
A 2015. október 1-jei adatok szerint, Udzsi becsült népessége 184.726 fő, és ezzel a második legnagyobb város Kiotó prefektúrában.

## Történelem
Már a IV. században Ódzsin uralkodó (Ōjin-tennō), Japán 15. uralkodója itt építtetett palotát. Később három csatának is helyszínéül szolgált a város, 1180, 1184 és 1221-ben.
Udzsi a régi idők politikai központja volt. Ez volt a híres Fudzsivara család (Fujiwara) személyes villáinak helyszíne, akik a Heian-korban álltak jólétük magaslatán. Udzsiban így ekkoriban csodálatos császári kultúra virágzott. A Bjódóinban (Byōdō-in) található Főnix terem (Hōō-dō), ami Amida Buddha Paradicsomát hivatott megtestesíteni a földön, még mindig eredeti alakját őrzi, mint ennek a szimbóluma.
A város mégis csak akkor került igazán előtérbe, amikor Asikaga Josimicu (Ashikaga Yoshimitsu) sógun uralkodása ideje alatt 1358–1408, erősen fellendítette a teatermesztést és termelést a térségben. A terület azóta jól ismert különleges, kiváló ízeiről, és itt találhatóak Japán legrégebbi teaboltjai is.
A XV. században a sógun a japán tea szertartáson is használatos „shimamono” teás edényeket Udzsi városába hozatta át.
Udzsi történelmileg a szállítás központjává is fejlődött, főútjaival összekötve Kiotót, Narát és a keleti tartományokat. A gyors folyású Udzsi-folyó fölött átívelő Udzsi-híd is nagy szerepet játszott ebben.
Sok irodalmi alkotás színteréül is szolgál, mint például a Heike monogatari. A város jól ismert a Genji monogatari 10 Udzsi-fejezetéről is.

## Földrajz
Udzsi város három területre oszlik: a keleti hegyvidéki tájra, a központi dombos hegyalja régióra, és a nyugati alföldi térségre. Az közigazgatási terület több mint felét erdők és mezők teszik ki.
Területének kiterjedése: 10,0 km (K–NY), 10,7 km (É–D). Tengerszint feletti magassága: 590 m (a legmagasabb pontja), 10 m (a legalacsonyabb pontja).

## Népesség
| Lakosok száma | 189 609 | 184 678 | 179 626 |
|               | 2010    | 2015    | 2021    |

## Nevezetességek
Rengeteg látogatót vonzanak Udzsi több száz éves történelmi helyszínei, amelyek között sok sintó szentély és buddhista templom szerepel.

### Bjódóin Templom (Byōdō-in)

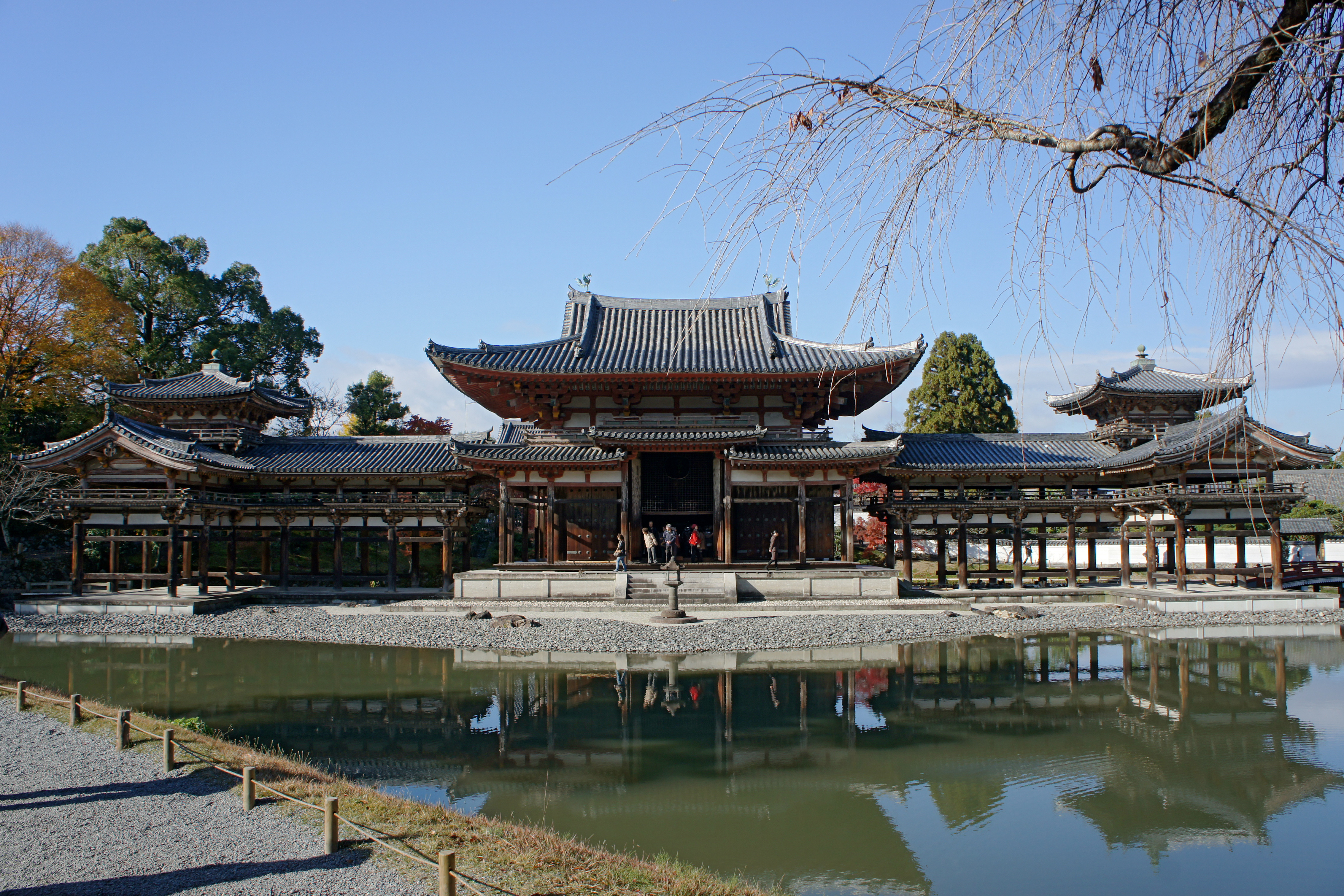
Bjódóin Templom

Buddhista templom, mely eredetileg több mint ezer évvel ezelőtt épült 998-ban. Egy az UNESCO világörökségi listáján szereplő épületeinek. A lenyűgöző templom, a tóval körülvéve, és rendkívüli építészeti elemekkel gazdagítva egy teljesen más színvonalat képvisel, mint a legtöbb templom Japánban. A Bjódóinba látogatás csúcspontja a Főnix terem, mely 1053-ban épült. Két tökéletesen felosztott és kialakított fa szárnyból, és egy központi csarnokból áll. A központi csarnok Amida Buddha Paradicsomát hivatott megtestesíteni a földön. Az előtte elterülő tóban visszatükröződve a Főnix terem egy ezoterikus szerkezet látványát nyújtja, mely a kínai templomokat, és a mandala szimbólumokat idézi. A tetőt főnix madarat ábrázoló gyönyörű képek díszítik, bár a főnix madár egy kínai szimbólum, s a japán építészetben ritkán fordul elő.
Az eredeti épület egy része sajnos egy tűzben megsemmisült, azonban a szerkezet néhány egysége még most is megtekinthető.
A látogatók körülsétálhatják a templomot kívülről (500 ¥ jenért, reggel 9 és délután 5 óra között), míg azok akik belülről is meg szeretnék nézni az épületet, egy tárlatvezetéshez kell csatlakozzanak, melyek 20 percenként indulnak. A templomhoz a Bjódóin Ometeszandón (Byōdō-in Ometesando) végigsétálva lehet eljutni, mely tele van zöld tea boltokkal, és helyi művészeti/kézműves alkotásokat árusító üzletekkel.
A szentély képe látható a 10 ¥ jenes érme hátoldalán, és az idők során számos postai bélyegen is szerepelt (1950, 1957 és 1959).

### Udzsigami Szentély (Ujigami)
Ez a szentély is szerepel az UNESCO Világörökségi listáján. Erről a kicsi, de érdekes épületről úgy tartják, hogy a világ legrégebbi sintó szentélye. Könnyed sétára helyezkedik el az Udzsi-folyó piros hídjaitól, a Daikicsijamafucsi Parkban (Daikichiyamafuchi Kōen). Azok akik egy rövid túrára vágynak, folytathatják útjukat fel a közeli hegyre, melyről gyönyörű kilátás nyílik Udzsi városára.

### Kósódzsi Templom (Kōshō-ji)
Azok, akik el szeretnék kerülni a nagy tömeget, a folyó felé indulva a hegyekben megtalálják a Kósódzsi Templomot. Csendes és nyugodt hely, melyet ősszel csodálatos színpompás levelek díszítenek. Bejáratát cseresznyefák, azaleák és juharfák ékesítik, melyek nagymértékben változtatják színeiket az évszakoktól függően. A zen templom még mindig napi használatban van. A látogatók láthatnak itt zen-kántálást gyakorló papokat és követőiket, imádkozást, és más gyakori szertartásokat.

### Manpukudzsi Templom (Manpuku-ji)

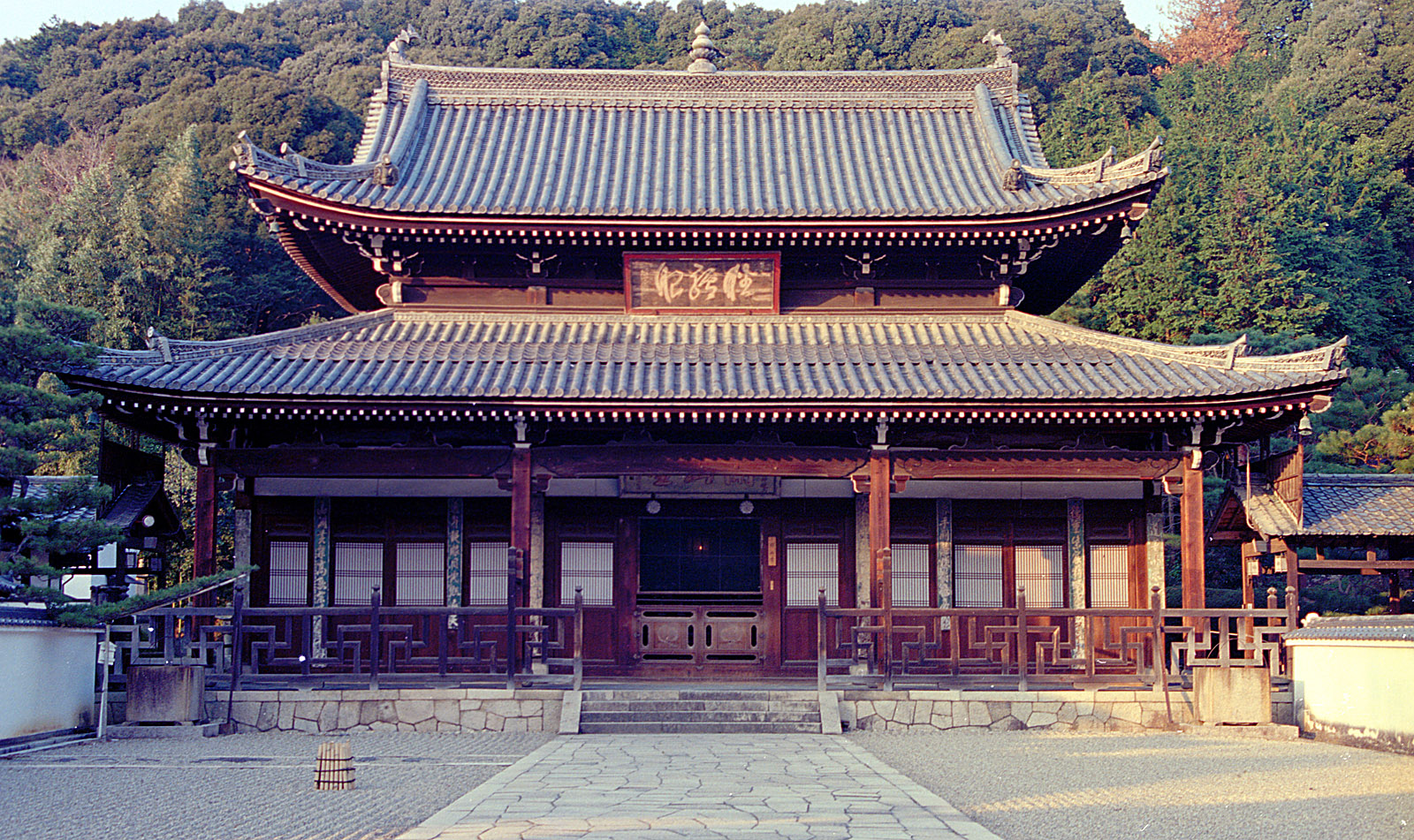
Manpukudzsi Templom

A templomot Jin-jüan (Yinyuan), japánul Ingen néven ismert kínai zen mester alapította. Ez az Óbaku (Ōbaku) zen szekta főtemploma. Híres a fenyőiről, építészeti stílusáról és a teához való kapcsolatáról. Ming stílusban épült az Edo-korban. A templom megépülését követő első száz évben a főpap itt mindig kínai származású volt. Az első dolog ami szembetűnik a templom kapujánál, a tető élesen felfelé ívelő vonala, legfőképpen annak sarkainál. Ez a részlet már önmagában elég volna ahhoz, hogy rámutasson az építészetbeli óriási kínai hatásra, de a kapun belépve még több dologra lehetünk figyelmesek ezzel kapcsolatban, például a piros színű épületekre, a fekete csempékkel kirakott padlóra, a korlátokon használt törött, jellemző szimbólumokra.

### Mimurotodzsi Templom (Mimuroto-ji)
„Virág Templomnak” is nevezik, nagy kertjeiről ismert. A hely tavasszal cseresznyefa virágzásával, azaleáival, míg nyáron hortenziáival és lótuszvirágaival csalogatja a tömegeket. A templomnak háromemeletes pagodája van, s főtermében található egy kép, mely az Ezer Karú Kannont (Mokuzō Senjū Kannon) ábrázolja.

## Egyéb látnivalók
Lenyűgöző környezetének köszönhetően Udzsi számos természeti látnivalóval büszkélkedhet. Ilyenek például festői folyópartjai, hatalmas parkjai, és a botanikus kertje. Az Udzsi-hídtól kicsit feljebb a folyón helyezkedik el az Amagasze-gát (Amagase damu). A gát széltében átéri az egész folyót, s a tetejétől egy órán belül le lehet sétálni az aljához. Az útvonal, mely közvetlenül a Keihan Udzsi (Keihan Uji) állomástól indul, egy csodálatos sétát kínál a folyó mentén, kövezett úton, útközben sok füves területtel, ahol az emberek megpihenhetnek, vagy akár piknikezhetnek is.

### Udzsi-folyó (Uji-gawa)

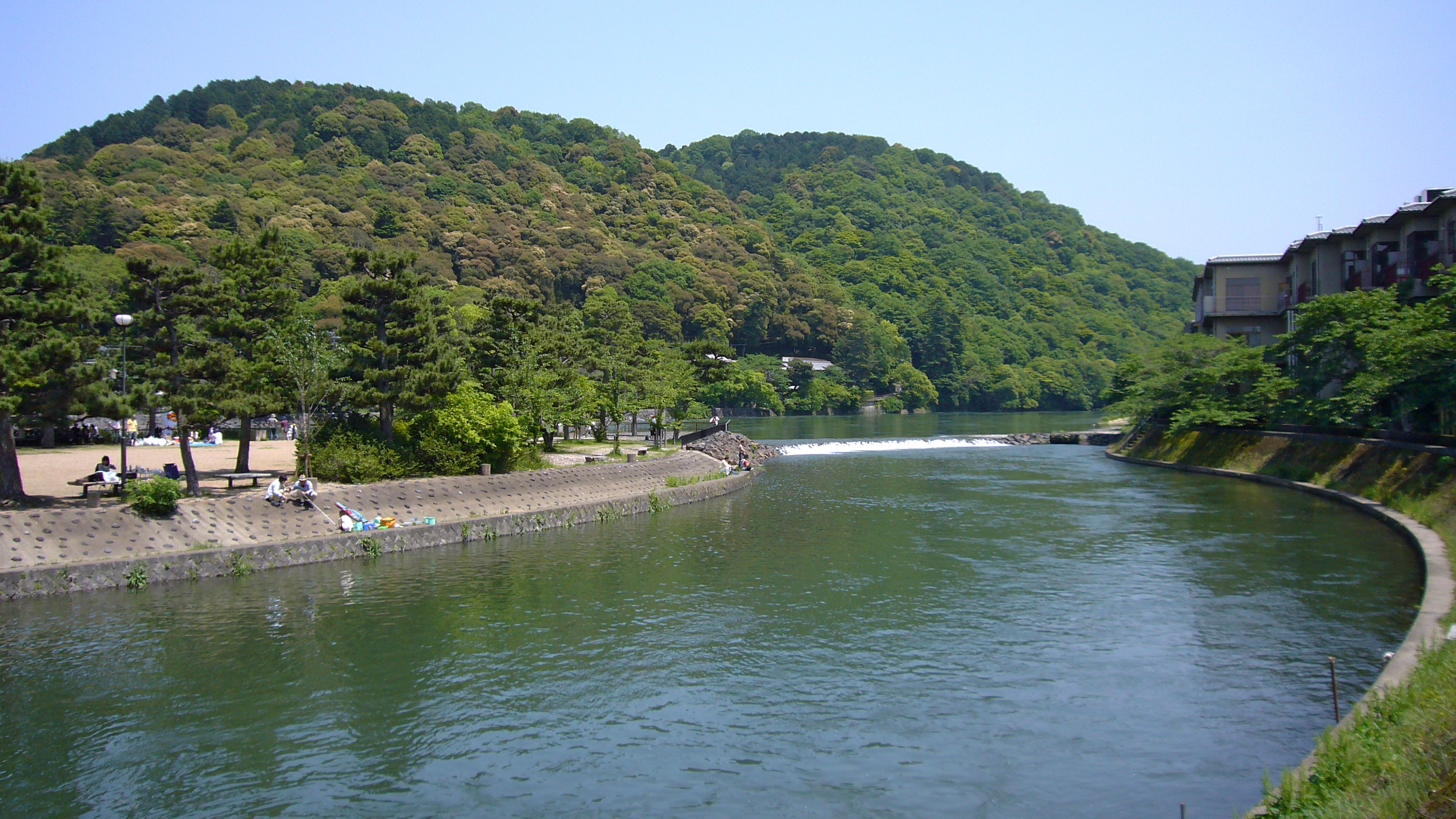
Udzsi-folyó

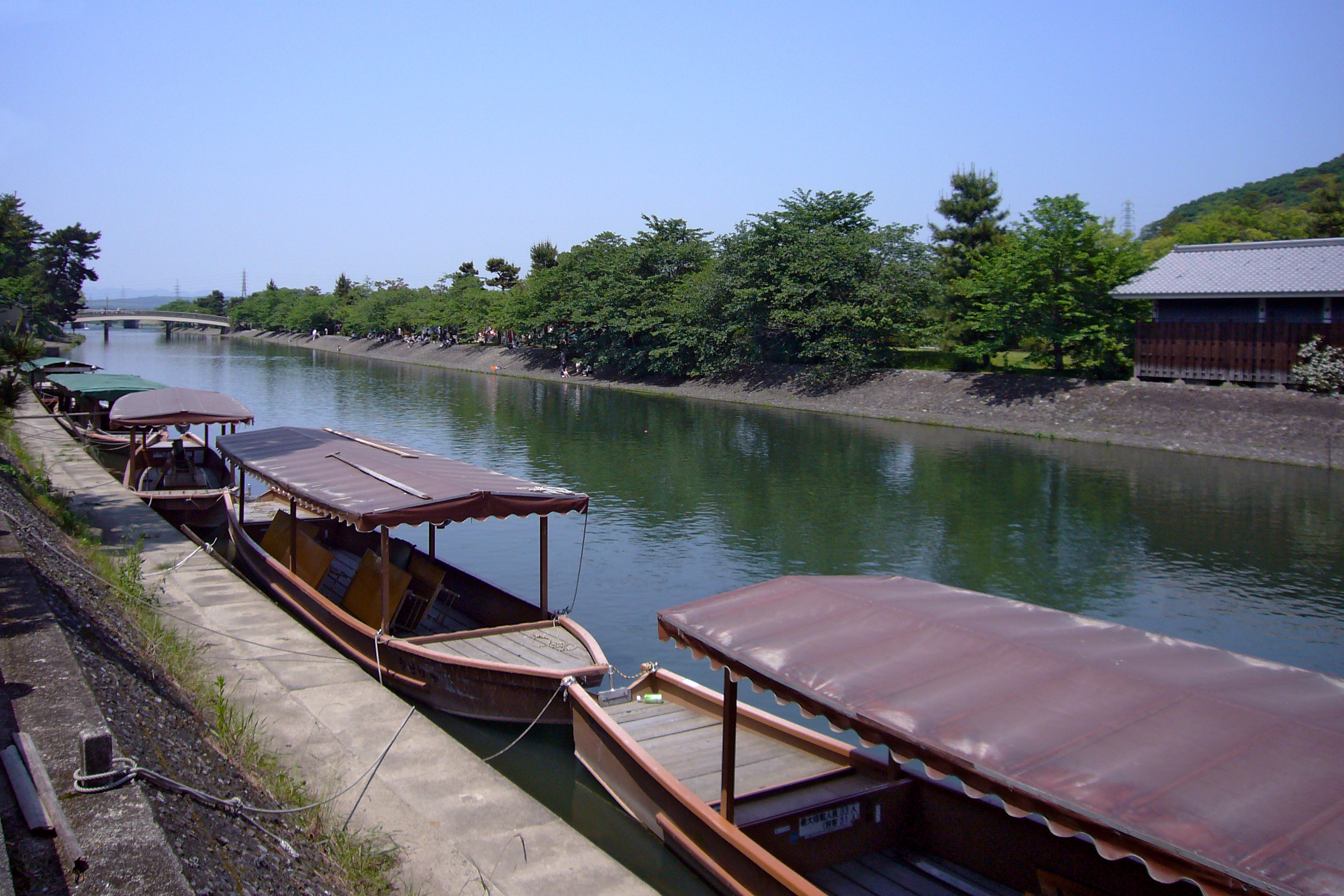
Csónakok

Az Udzsi-folyó, más néven Jodo-folyó (Yodo-gawa) a várost két részre osztja. Elhelyezkedése a hely gyönyörű látképét gazdagítja, s emellett lehetőségeket nyújt pihenésre és kikapcsolódásra is. A város legtöbb nevezetessége rövid sétára található a folyótól.
A vízen tartott hajókirándulások, és kormoránhalászat (a madarak nyakára madzagot kötnek, aminél fogva visszahúzzák őket a hajóba, s amitől nem tudják lenyelni az elkapott halat sem) népszerű nyári tevékenységek, melyekkel leginkább a turistákat célozzák. Gyakran használják ugyanazokat a csónakokat a hajókirándulásokhoz, melyeket a kormoránhalászathoz is. A halászat június közepétől késő szeptemberig tart. Jegyek a helyszínen vásárolhatók, s körül-belül 2000 ¥ jenbe kerülnek. A hajóút durván egy órán át tart.
A folyó partján sok teaház és étterem mutatja be Udzsi híres teáját és tea-ízesítésű ételeit.
A gyalogos hidak Udzsi partjait egy középen lévő kis szigettel kötik össze. Bár a terület többnyire lapos és kopár, egy kőpagodával a közepén, mégis a padokkal és a szép kilátással kellemes piknikező és sétálóhely.
A fő híd, mely az Udzsi-folyó fölött ível először 646 körül épült, így az egyik legrégebbi maradvány Japánban. Sokszor lerombolták, majd újjáépítették azóta, de a jelenlegi híd többé-kevésbé tükrözi annak történelmi kinézetét.

### Gendzsi monogatari Múzeum (Genji monogatari)
A japán klasszikus regény a Gendzsi monogatari utolsó tíz fejezete Udzsi városában zajlik, így helyet kapott itt egy ilyen múzeum is. A városban szobrok és táblák jelölik a regény bizonyos eseményeinek helyszíneit. Az Udzsi-folyó partján Muraszaki Sikibu (Murasaki Shikibu), a történet írójának szobra is megtalálható. Ő egy nemesasszony volt, aki az udvari élet intrikáit írta le a Heian-kori Kiotóban.

## Fesztiválok
A város minden évben két nagy fesztivált szervez. Az egyik az Agata fesztivál (Agata matsuri), amit június 5-én tartanak hajnaltól késő estig. Ez a fesztivál egész Dél-Japán területén elhíresült a tevékenységekről, melyeket este, miután minden fény kialudt, a lekapcsolt utcalámpák sötétjében végeznek.
Ahogy sok más japán város augusztus 10-én, Udzsi is rendez egy órákon át tartó tűzijáték-fesztivált.
Mindkét esemény hatalmas tömegeket vonz, így megkövetelve a város közlekedésének helyenkénti leállítását erre az időre.

## Közlekedés

### Vonat

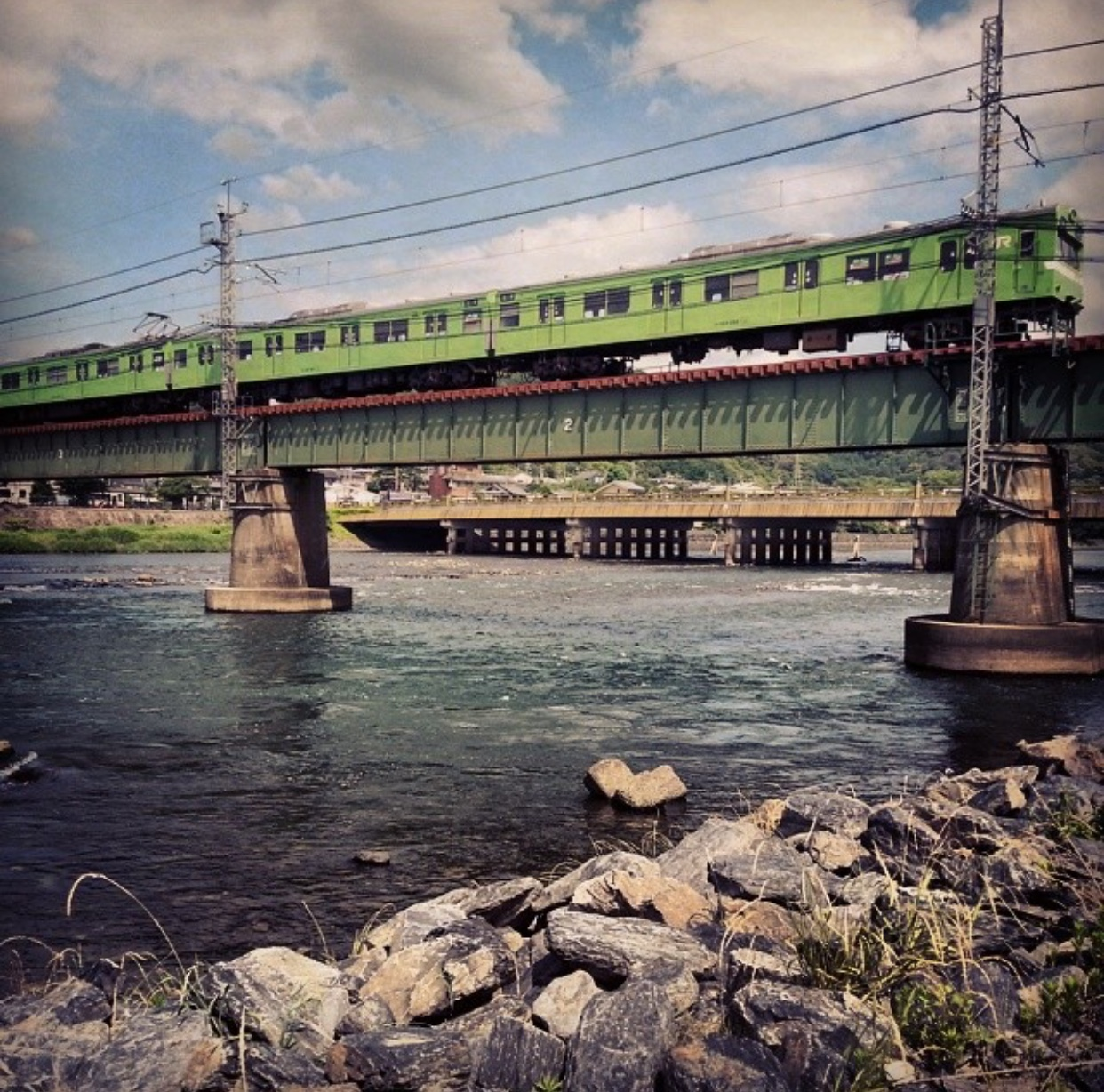
JR Nara

Udzsi városban három vasúttársaság működik: a JR West, a Keihan, és a Kintetsu.
A Keihan társaság elsősorban Kiotót és Oszaka (Ōsaka) belvárosát köti össze az Udzsi-vonalon, mely a Csusodzsima (Chushojima) állomástól indul, s a folyó menti Keihan Udzsi (Keihan Uji) állomáson ér véget, az Udzsi-híd mellett. Ez az állomás közel van az Udzsi városában található Gendzsi monogatari (Genji monogatari) Múzeumhoz, és a híres Bjódóin Templomhoz. Az ezen a vonalon haladó szerelvények minden állomásnál megállnak.
A JR Nara vonala Kiotó és Nara városa között fut. A JR Udzsi (JR Uji) állomás néhány évvel ezelőttig eléggé elhanyagolt volt, de nemrégiben újjáépítették, hogy jobban tudja szolgálni a várost. Építészetileg a folyó túloldalán álló Bjódóint másolja. Az állomás előtti óra különösen érdekes, ugyanis minden egész órakor kinyílik, hogy egy automatizált műsort játsszon le, mely ünnepli a város örökségét, mint a teagyártás központja. Hasonlóan a Keihan Udzsi állomáshoz, a JR Udzsi állomásról is könnyen megközelíthetőek ugyanazok a neves helyszínek. Az állomáson helyi és expressz vonatok is járnak.
A Kintetsu Dél-Udzsi területén jár. A vonal Kiotót és Narát köti össze, s nem rendelkezik Udzsi nevű állomással. Ezeket a járatokat leginkább ingázók használják. Főbb turisztikai helyek közelében nincsen állomásuk.

### Busz
Helyi járatok mennek a városba, és a tömegközlekedés is jó. Reptéri járatokkal érhető el a Kanszai Nemzetközi (Kansai International - KIX) és az Itami repülőtér, melyekre a legtöbb vasútállomáson fel lehet szállni.

### Utak

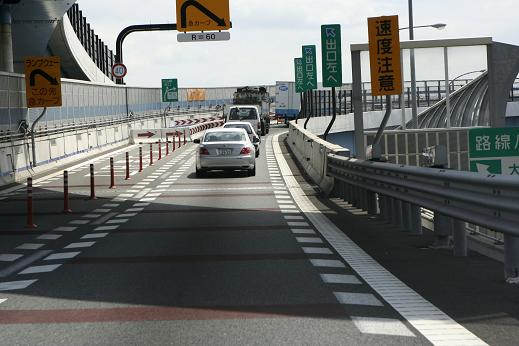
Keidzsi ív

Udzsi délre fekszik a Meisin (Meishin) autópályától, közvetlenül a Keidzsi (Keiji) ív, mely egy alig pár éve befejezett, és díj/vám fejében használható út. Ez az út elkerüli Kiotót és Ócut (Ōtsu), mely városok általában a forgalmi dugók színterei. A pálya híres viaduktjairól, és sok, hosszú alagútjáról, melyek közül az egyik körül-belül 6 mérföld hosszú.
A nem fizetős utak közé tartozik az 1-es út Kiotó és Oszaka között, és a 24-es út Kiotó és Nara között. Ezek az utak általában nagyon forgalmasak, és sok jelzőlámpa is található rajtuk. A közelben helyezkedik el a 307-es út, mely a város déli részén, kelettől nyugatig, Oszaka és Siga (Shiga) tartomány között húzódik. Ez egy meglehetősen elhagyatott, vidéki út, mely keresztül halad a hegyeken, s mivel így távol esik a városközpontoktól, egy szép kirándulásnak sem utolsó.
Különösen érdekes lehet a motorozást kedvelőknek az Udzsigava (Ujigawa) vonal, egy kanyargós út, mely párhuzamosan halad az Udzsi-folyóval, Udzsi és Ócu városa között. Ez a versenyzők kedvenc útvonala. Az út nagyon veszélyes, és több halálos baleset is történt már itt. A sok szerencsétlenség miatt le is van zárva a motorosok elől augusztus nagy részében, amikor is a japán iskolákban jellemzően szünet van.

## Tea

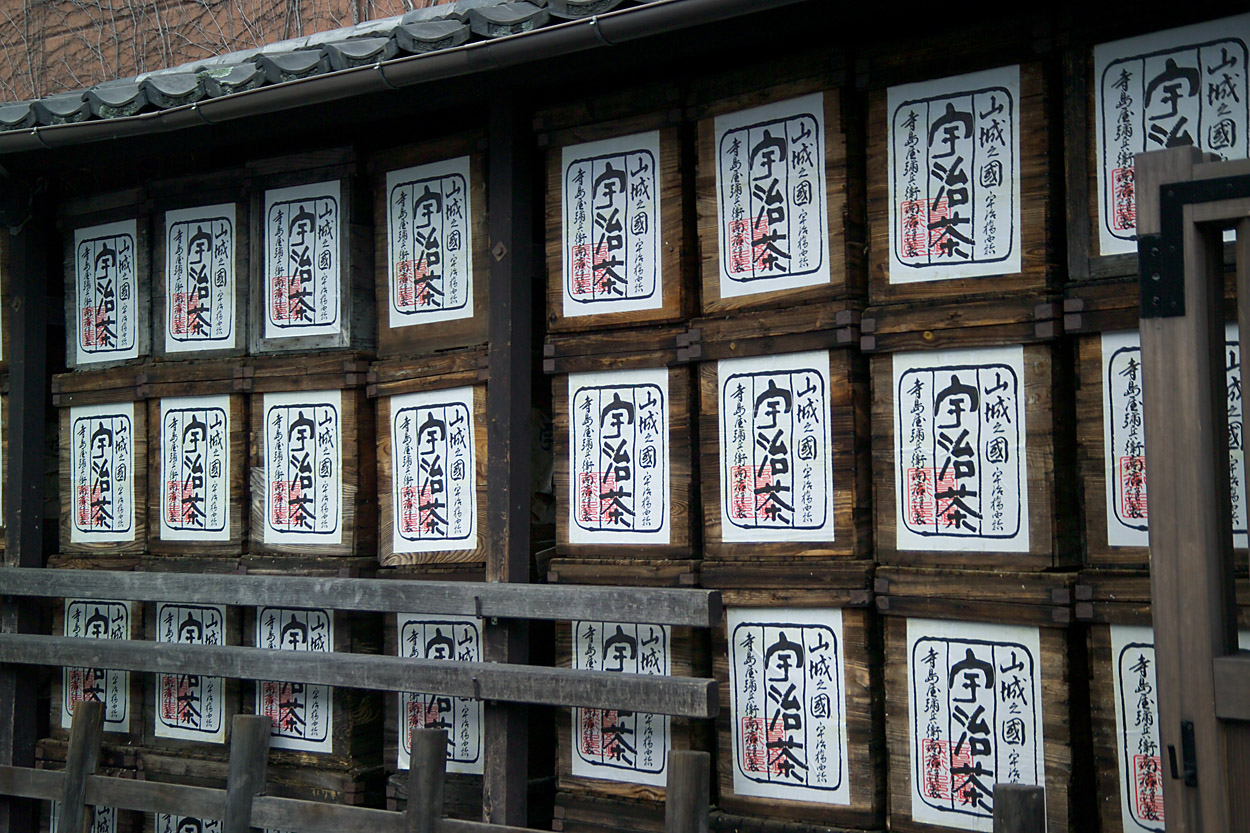
Udzsi teás ládák

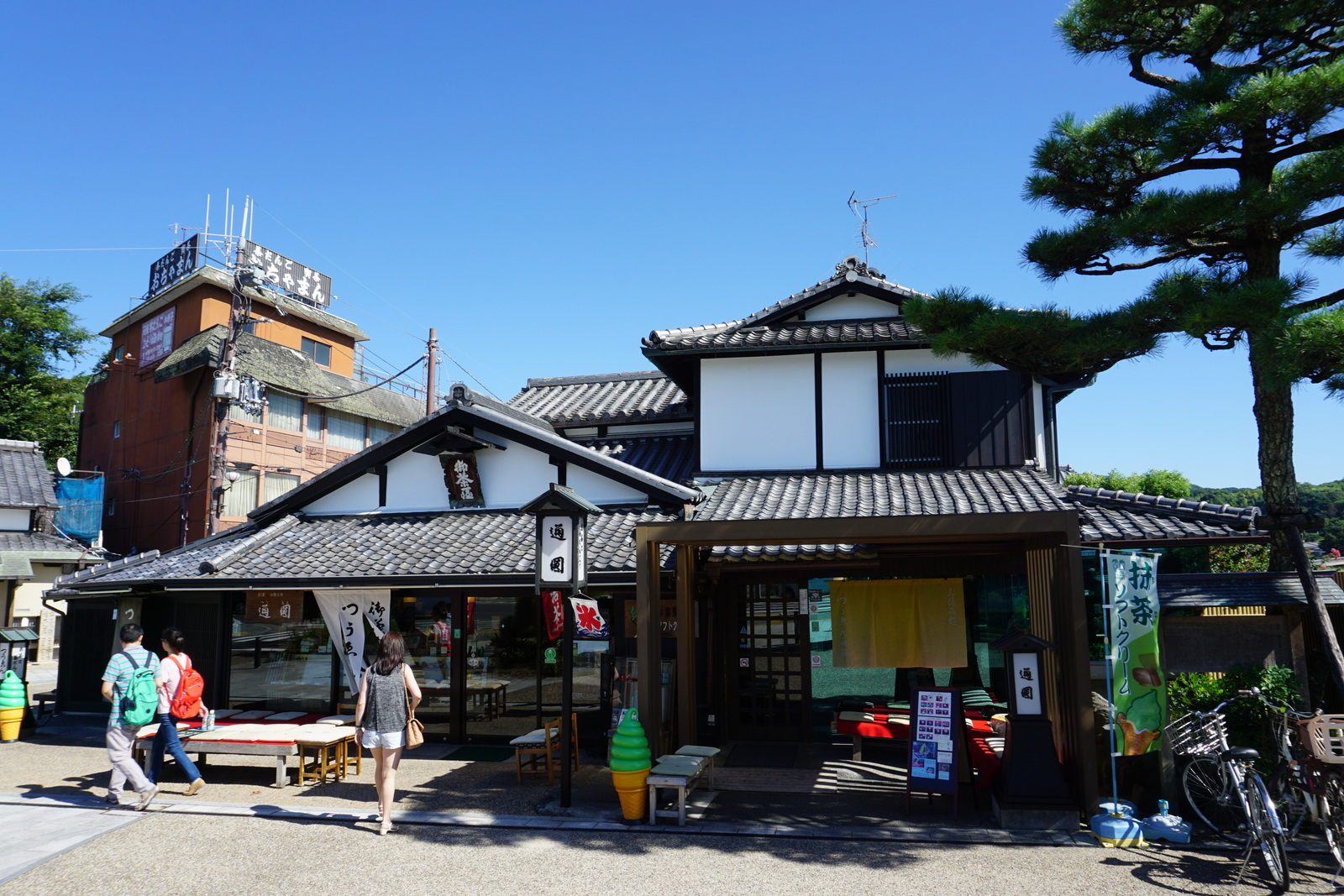
Teaház

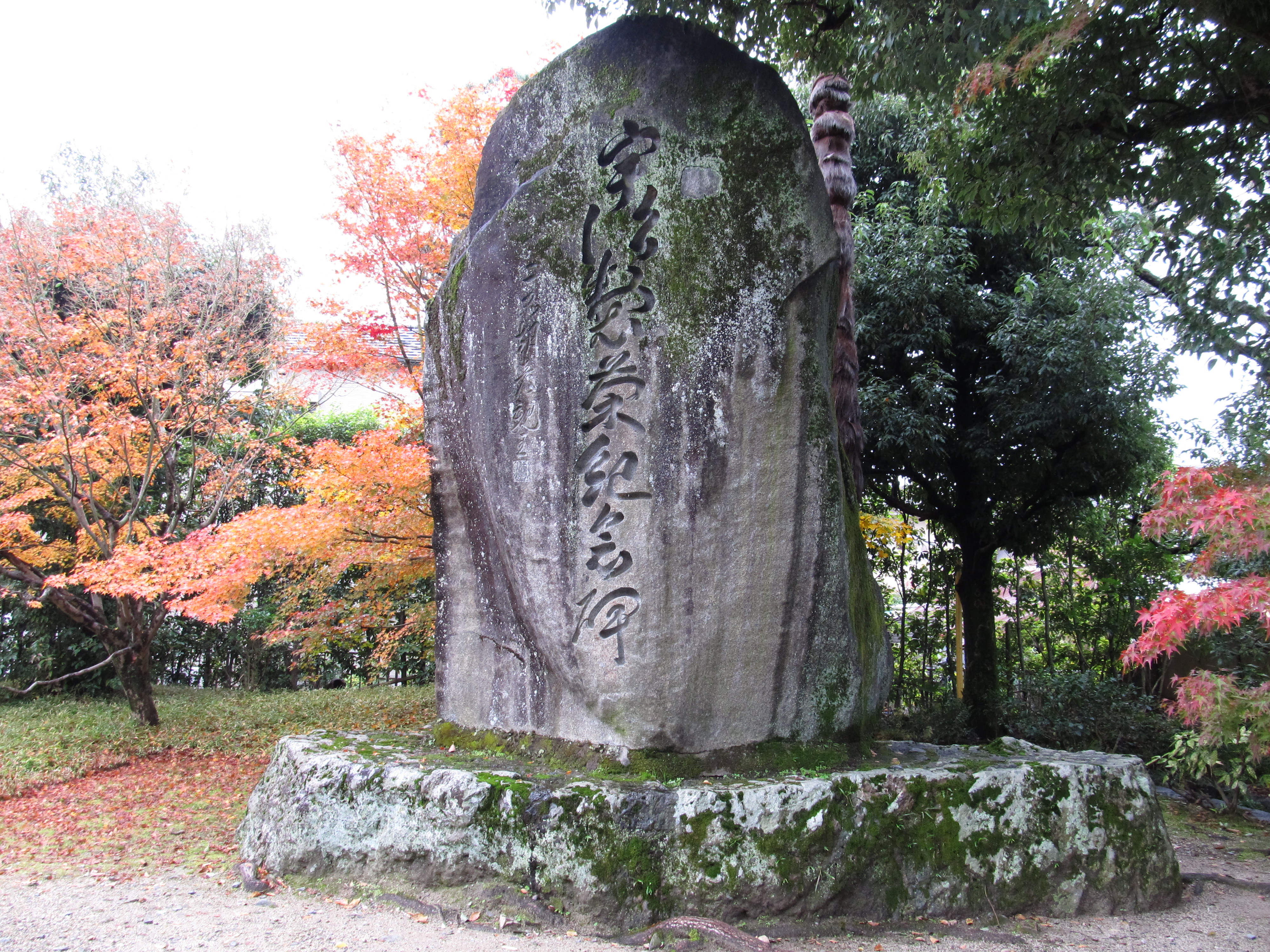
Udzsi tea emlékmű (Bjódóin)

Mára a zöld tea nagyon elterjedt Japánban, mégis mikor az országba került Kínából a 700-as években, még csak a papok és nemesek egy kis százaléka ismerte az italt. Néhány száz évvel később a Kamakura-korszakban (1192–1333), a Kínából importált és az Udzsiban termesztett zöld tea levelek egyre népszerűbbé váltak a nemesség körében.
Eiszai (Eisai) a zen szerzetes, aki behozta a zen buddhizmust Kínából Japánba, egy könyvben írta le az ital jótékony hatásait, és adott tanácsot az Udzsi papoknak a növény termesztésével és elkészítésével kapcsolatban. Később a teafogyasztás népszerűvé vált a tömegek körében is, így Udzsi város hírnevet szerzett a kitűnő teagyártásával, és mint egy az első teatermesztő területek közül. Az Udzsi teát még ma is kiváló minőségűnek tartják.
Sokféle módon élvezhető az Udzsi tea és teakultúra. A legtöbb étterem és bolt a városban valamilyen formában kínál teát. Népszerű a vendéglők menüjén megtalálható maccsa (matcha) tea ízesítésű szoba (soba) tészta, fagylalt és édességek. Teát iszogatni a folyóparti teaházakban nagyon kellemes időtöltés. Az egyik legjobb hely a tea és teával kapcsolatos szuvenírek vásárlására az Ometeszandó (Ometesando), ami a Bjódóin Templomhoz vezető, 300 m hosszú, boltokkal szegélyezett sétány.
Rövid sétára a Bjódóintól található a Taihoan nyilvános teaház, ahol a látogatók részt vehetnek egy autentikus tea-szertartáson, megfizethető áron. Ebben a hagyományos teaházban a vendégeknek maccsa zöld teát (porított zöld tea) szolgálnak fel, míg a fogadó örömmel osztja meg velük a tea-szertartás helyes etikettjét.
A Taihoan teaházzal szemben, a folyó túloldalán áll a Fukudzsuen Udzsicsa Kobo (Fukujuen Ujicha Kobo). Ez egy olyan műhely, melyben különféle teával kapcsolatos foglalkozásokat lehet kipróbálni, mint például a maccsa-őrlő szakkör, melyen a résztvevők megtanulhatják, hogyan készítsék el saját teájukat. A gyakorlat egy kóstolóval zárul, ahol a résztvevők megízlelhetik a saját maguk által őrölt zöld tea levelekből készült teát. Előzetes foglalás nem szükséges. Az épület helyet ad egy étteremnek is, mely tea és teával kapcsolatos ételeket és harapnivalókat kínál.
Egy kőhajításnyira a Fukudzsuen Udzsicsa Kobótól található a Takumi no Jakata (Takumi no Yakata) teaház. Itt egy hivatásos oktató vezeti végig a látogatókat a tökéletes tea lefőzési folyamatán, lépésről-lépésre. Sokféle teakészlet közül választhatunk, akárcsak japán édességek közül, melyeket a teához szokás fogyasztani. Angol nyelvű oktatás is rendelkezésünkre áll, az oktatók pedig készen állnak rá, hogy megválaszolják a teával kapcsolatos összes felvetődő kérdést.

## Testvérvárosok
Udzsi városnak három másik várossal van megállapodása:
- Kamloops, Kanada
- Hszienjang, Kína
- Nuwara Eliya, Srí Lanka

## Galéria

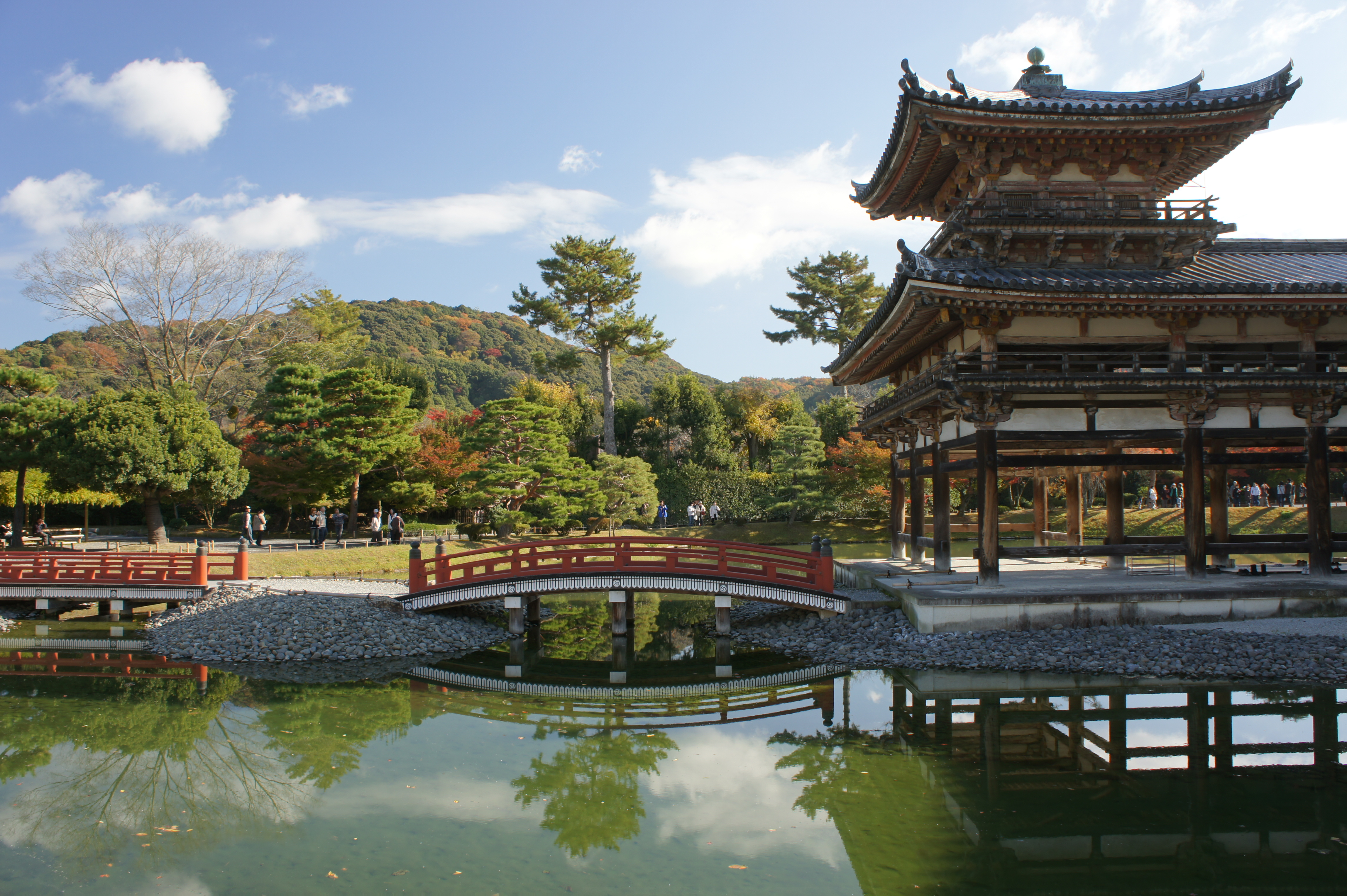
Bjódóin Templom
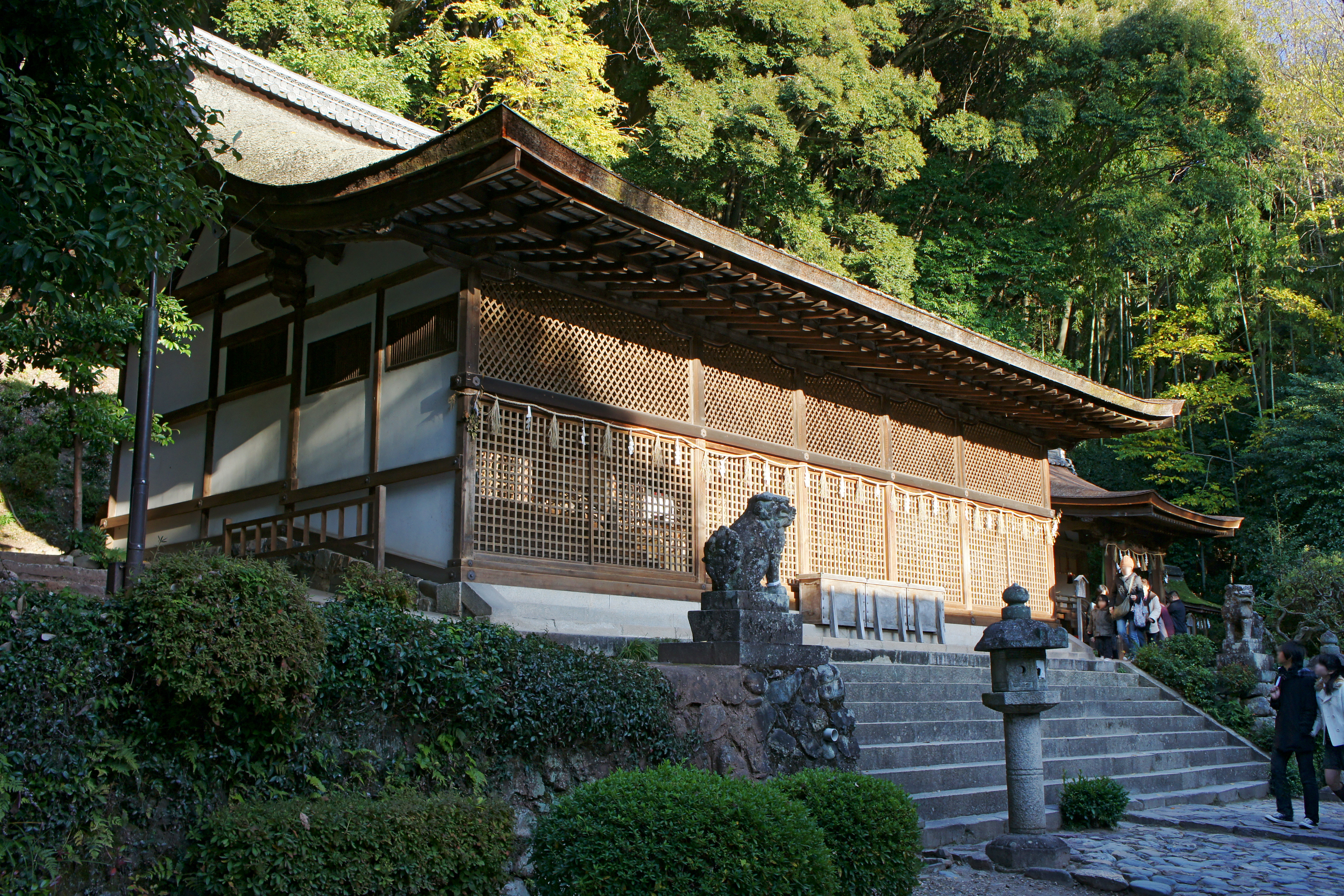
Udzsigami Szentély
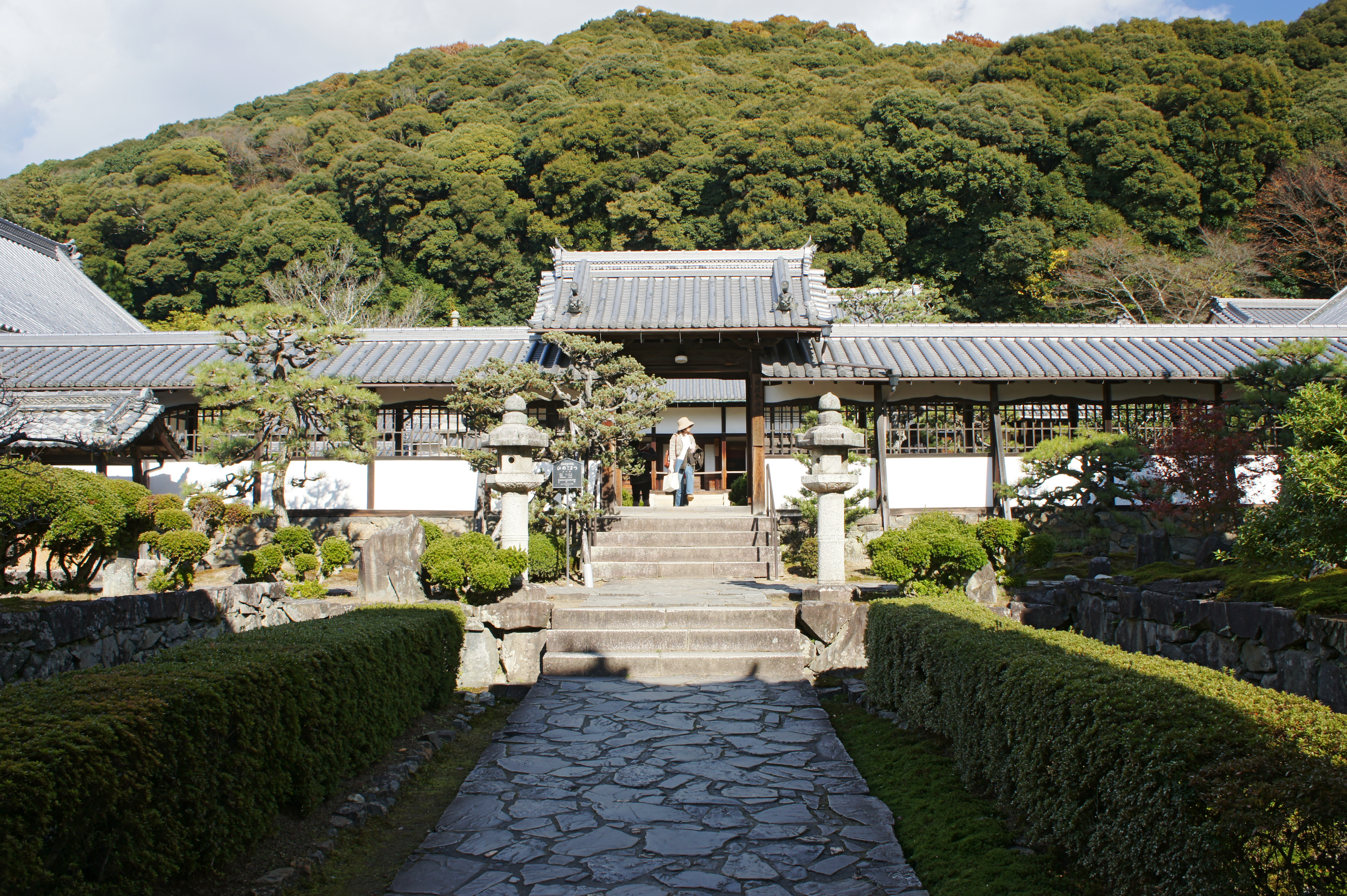
Kósódzsi Templom
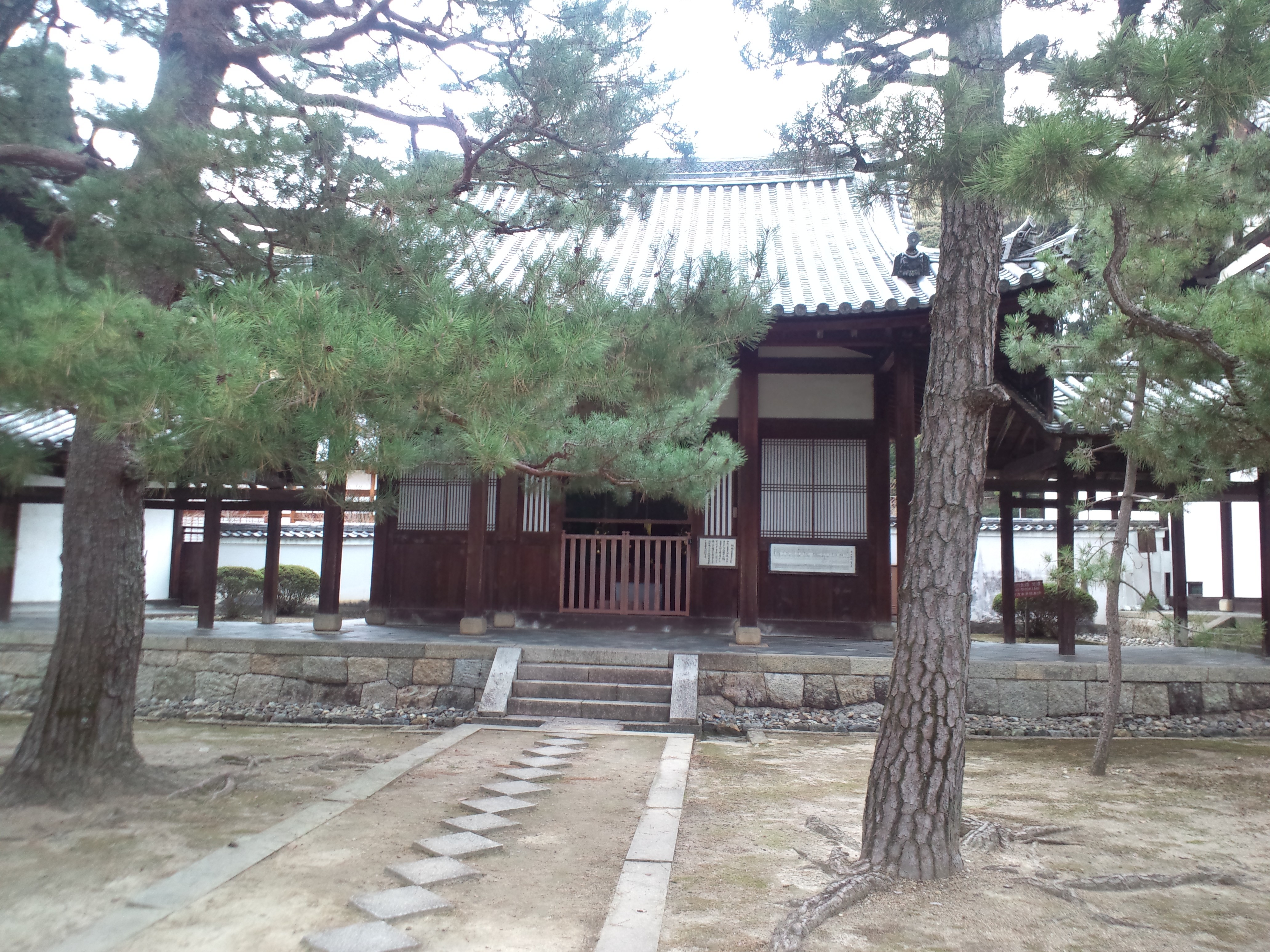
Manpukudzsi Templom
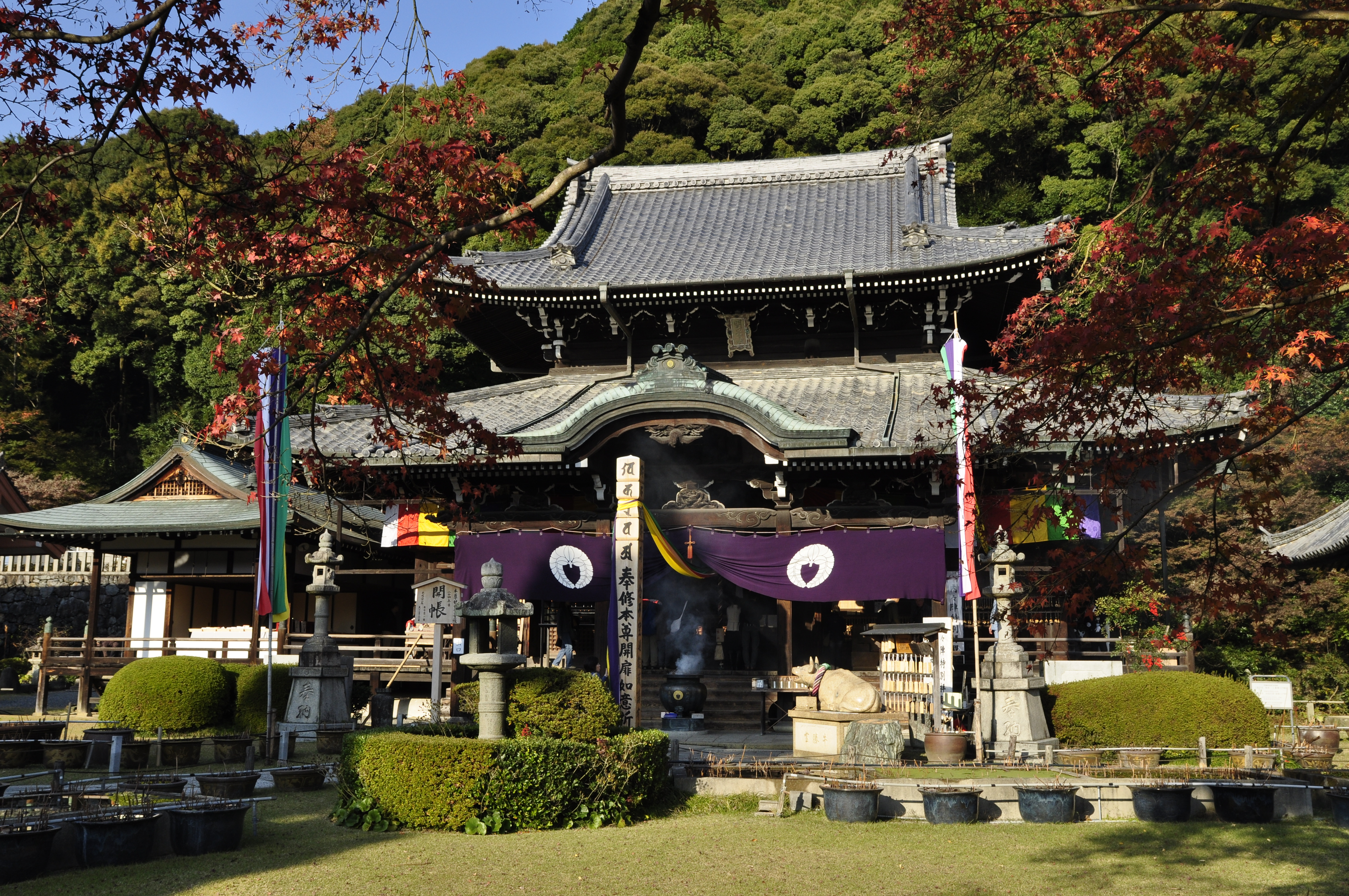
Mimurotodzsi Templom
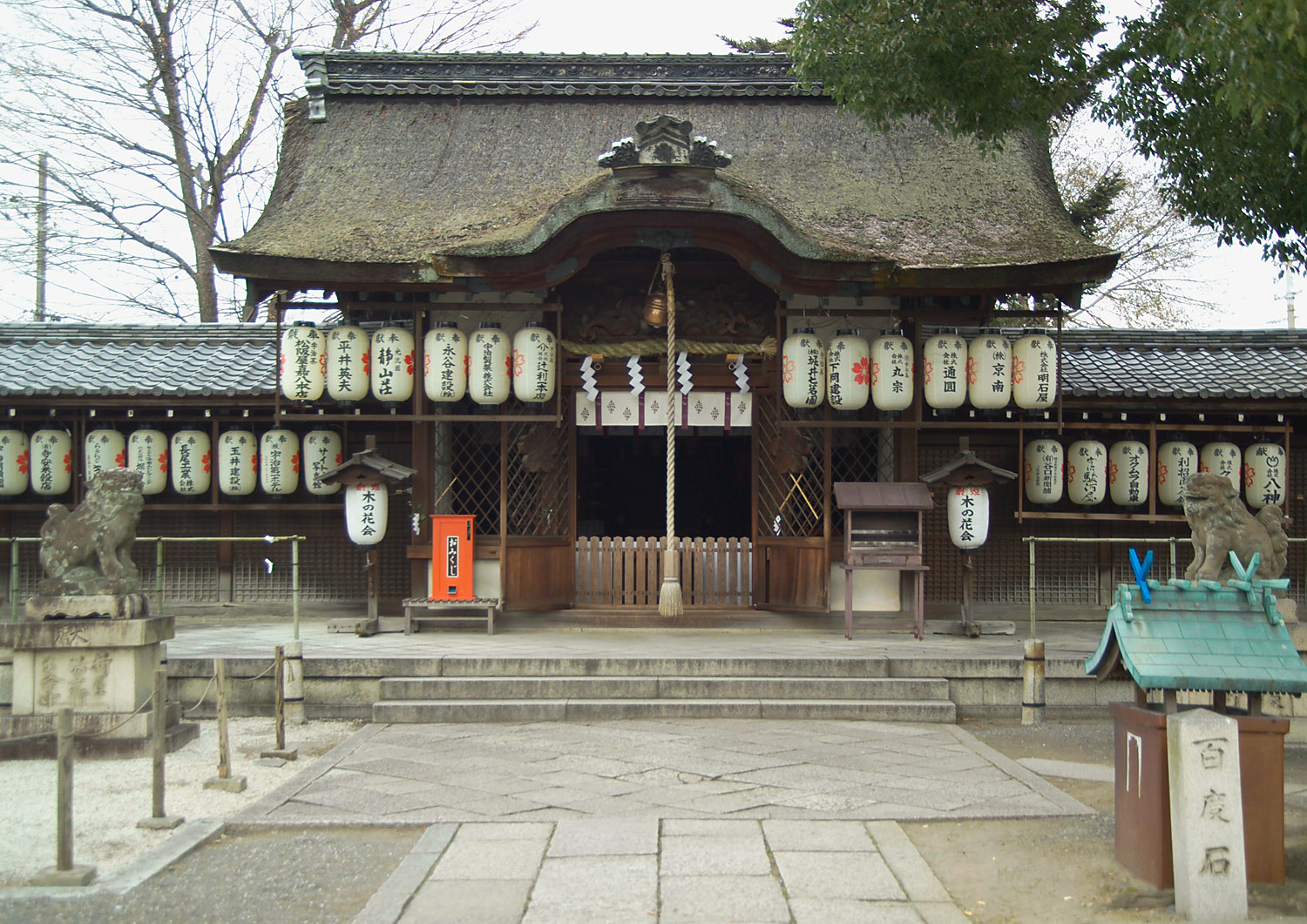
Agata Szentély
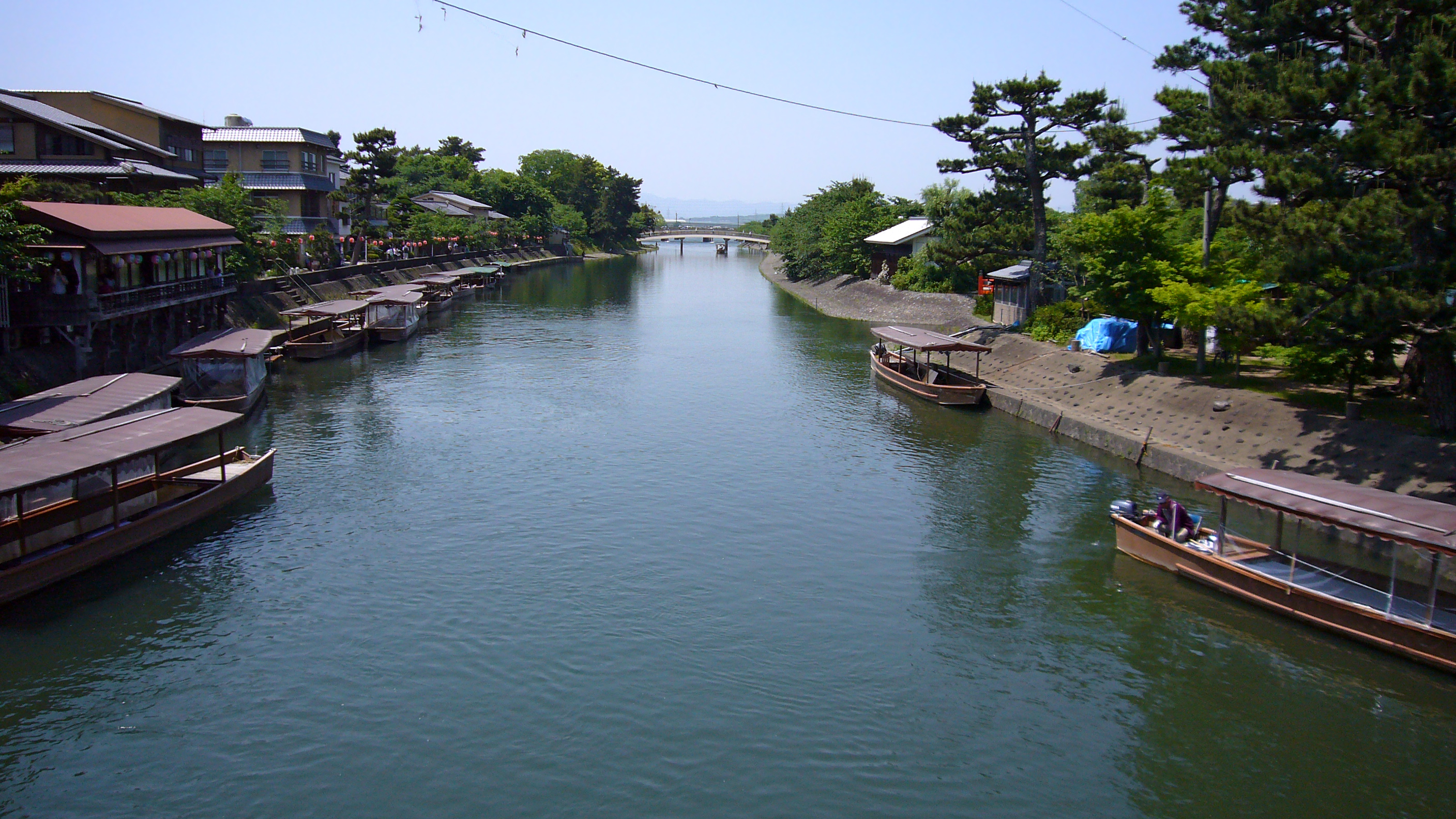
Udzsi-folyó
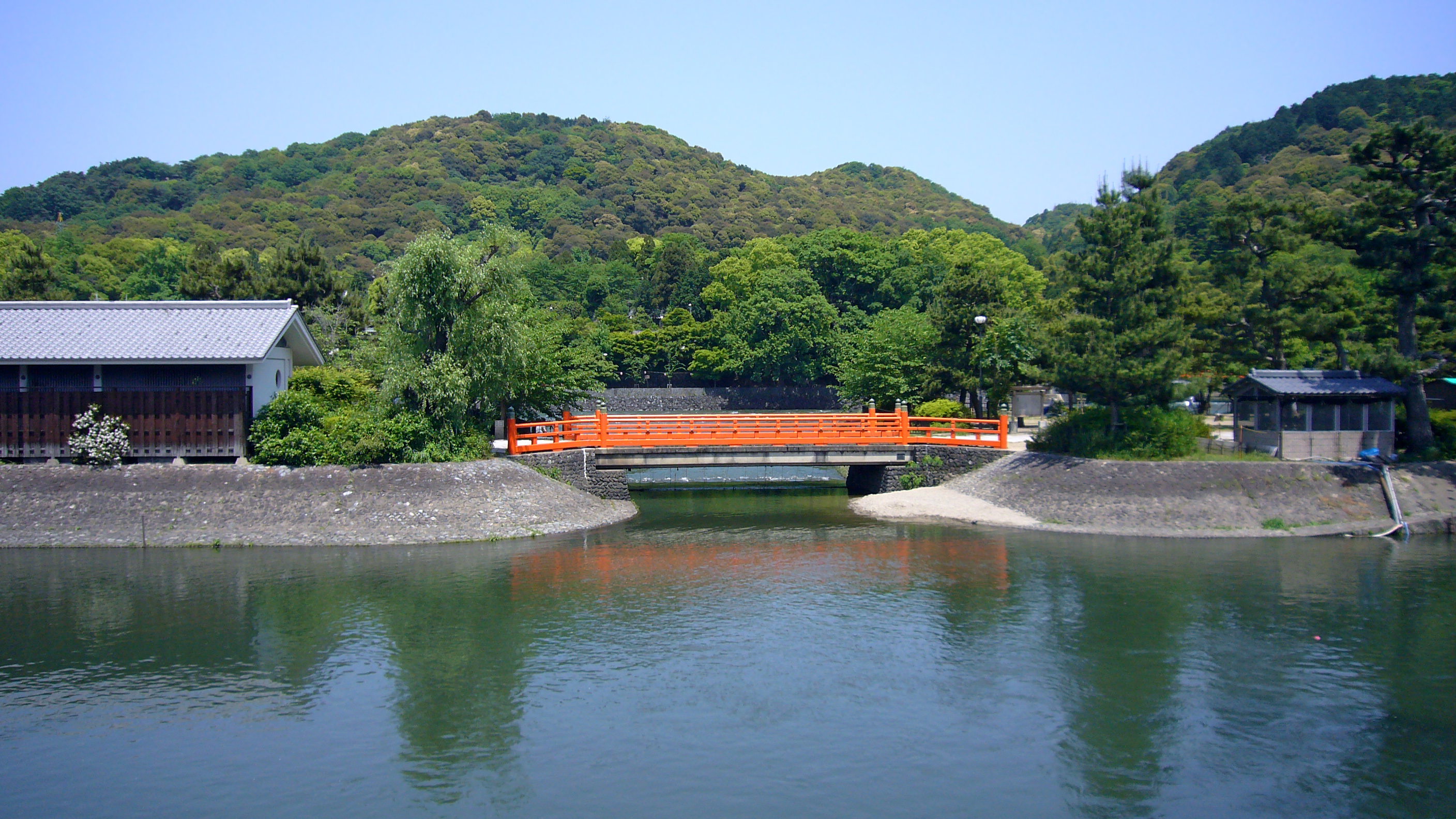
Udzsi-folyó híres, piros hídjainak egyike
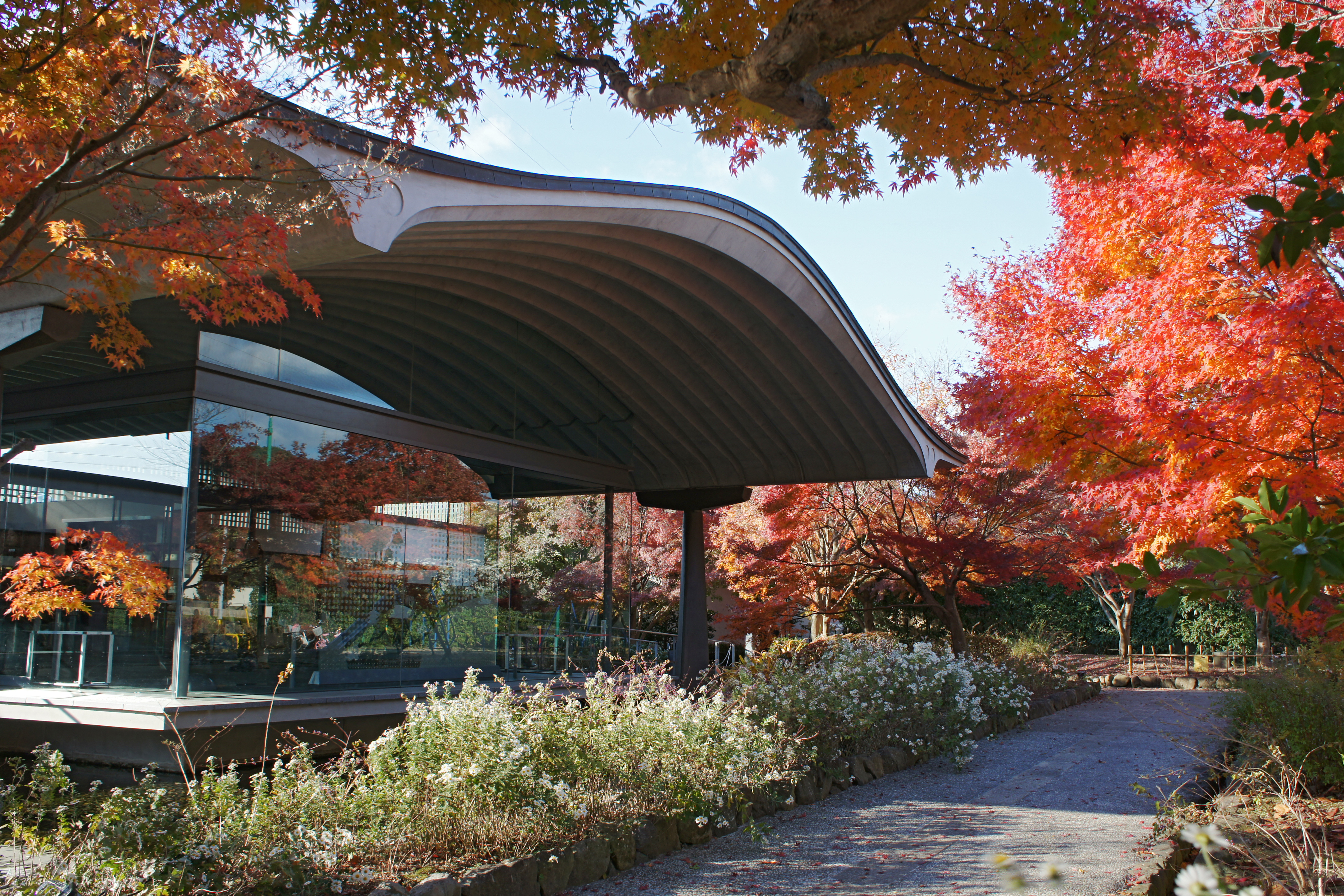
Gendzsi monogatari Múzeum

## Fordítás
- Ez a szócikk részben vagy egészben  az   Uji című angol Wikipédia-szócikk ezen változatának fordításán alapul.  Az eredeti cikk szerkesztőit annak laptörténete sorolja fel. Ez a jelzés csupán a megfogalmazás eredetét és a szerzői jogokat jelzi, nem szolgál a cikkben szereplő információk forrásmegjelöléseként.